# جوزيف نانفين غاربا
كان اللواء جوزيف نانفين غاربا.(17 يوليو 1943 - 1 يونيو 2002) (بالإنجليزية: Joseph Nanven Garba)‏. جنرالًا نيجيريًا ودبلوماسيًا وسياسيًا شغل منصب رئيس الجمعية العامة للأمم المتحدة في الفترة من 1989 إلى 1990.

## النشأة والمهنة العسكرية
ولد غاربا في لانغتانغ ، نيجيريا ، وتلقى تعليمه في مدرسة القلب المقدس ، شندام من 1952 إلى 1957. بدأ مسيرته العسكرية المبكرة في المدرسة العسكرية النيجيرية في زاريا في عام 1957 ، حيث درس حتى عام 1961. في عام 1961 تم تجنيده في الجيش النيجيري و تم إرساله إلى مدرسة مديات كاديت في ألدرشوت ، إنجلترا ، قبل أن يتم تكليفه كضابط مشاة في عام 1962. ارتقى غارب في صفوفه بسرعة: من بين مناصبه القيادية العسكرية  كان قائد فصيلة الكتيبة 44 في عام 1963 ، قائد الشركة من عام 1963 إلى 64 ، وقائد فصيلة مدافع الهاون في عام 1964. شارك في بعثة مراقبي الأمم المتحدة العسكريين في الهند / باكستان (UNIPOM) من 1965 إلى 1966  قبل أن يتم إجراؤه لقيادة لواء الحرس في عام 1968. درس في كلية الأركان ، كامبرلي ، إنجلترا ، في عام 1973.

## روابط خارجية
- جوزيف نانفين غاربا على موقع مونزينجر (الألمانية)
- جوزيف نانفين غاربا على موقع ميوزك برينز (الإنجليزية)